# Veluwe
Veluwe je lesnatá pahorkatina v nizozemské provincii Gelderland, jihovýchodně od jezera Veluwemeer. Má rozlohu okolo 1100 km², nejvyšším vrcholem je Signaal Imbosch s nadmořskou výškou 110 metrů. Na území Veluwe se nacházejí obce Apeldoorn, Arnhem, Barneveld, Brummen, Ede, Elburg, Epe, Ermelo, Harderwijk, Hattem, Heerde, Nijkerk, Nunspeet, Oldebroek, Putten, Renkum, Rheden, Rozendaal, Scherpenzeel, Voorst a Wageningen. Oblast je řídce osídlena a bývá řazena k biblickému pásu.
Název je odvozován z germánských výrazů *falwaz a *awjō a znamená „neúrodná země“, v kontrastu se sousedním regionem Betuwe (Batávie).
Podoba krajiny byla vytvořena pevninským ledovcem v době před 200 000 lety. Půda je převážně písčitá a je porostlá borovicemi, které byly vysázeny na ochranu proti erozi. Nacházejí se zde také četná vřesoviště. Místní faunu tvoří prase divoké, daněk evropský, jelen evropský, jezevec lesní a kuna lesní, nepůvodními druhy jsou šakal obecný a muntžak malý, probíhá rovněž experiment s introdukcí zubra evropského. Byly zde vyhlášeny národní parky De Hoge Weluwe a Veluwezoom.
Veluwe je oblíbenou rekreační oblastí s četnými kempy a cyklostezkami. K turistickým atrakcím patří zámek Het Loo a Muzeum Kröllerové-Müllerové, zaměřené na malíře druhé poloviny 19. století.